# Кубок Молдови з футболу 2018—2019
Кубок Молдови з футболу 2018–2019 — 28-й розіграш кубкового футбольного турніру в Молдові. Титул здобув Шериф.

## Календар
| Раунд                   | Дата                         | Матчі | Клуби   |
| ----------------------- | ---------------------------- | ----- | ------- |
| Перший попередній раунд | 12 травня 2018               | 7     | 47 → 40 |
| Перший раунд            | 25-26 травня 2018            | 16    | 40 → 24 |
| Другий раунд            | 9 червня 2018                | 8     | 24 → 16 |
| 1/8 фіналу              | 20 червня/5-7 липня 2018     | 16    | 16 → 8  |
| 1/4 фіналу              | 26 вересня/31 жовтня 2018    | 8     | 8 → 4   |
| 1/2 фіналу              | 16-17 квітня/7-8 травня 2019 | 4     | 4 → 2   |
| Фінал                   | 22 травня 2019               | 1     | 2 → 1   |

## Другий раунд
| Команда 1               | Рахунок | Команда 2                |
| ----------------------- | ------- | ------------------------ |
| 9 червня 2018           |         |                          |
| Сороки (3)              | 3:5     | Гренічерул (Глодяни) (2) |
| Єдинці (3)              | 0:1     | Флорешти (2)             |
| Богзешть (3)            | 0:3     | Іскра (Рибниця) (2)      |
| Сперанца (Дрокія) (3)   | 0:2     | Кодру (Лозова) (2)       |
| Тигина (3)              | 0:3     | Спарта (Кишинів) (2)     |
| Флакера (Мінджир) (3)   | 0:2     | Кагул-2005 (2)           |
| Фулджер (Яловени) (3)   | 2:3     | Вікторія (Бардар) (2)    |
| Спартаній (Селемет) (3) | 3:0     | Маяк (Кірсова) (2)       |

## 1/8 фіналу
| Команда 1                | Заг.    | Команда 2               | 1-й матч | 2-й матч |
| ------------------------ | ------- | ----------------------- | -------- | -------- |
| 20 червня/5 липня 2018   |         |                         |          |          |
| Шериф                    | 16:1    | Іскра (Рибниця) (2)     | 7:0      | 9:1      |
| Гренічерул (Глодяни) (2) | 2:6     | Мілсамі                 | 0:2      | 2:4      |
| 20 червня/6 липня 2018   |         |                         |          |          |
| Вікторія (Бардар) (2)    | 2:8     | Заря (Бєльці)           | 1:4      | 1:4      |
| Петрокуб                 | 16:3    | Флорешти (2)            | 10:2     | 6:1      |
| 20 червня/7 липня 2018   |         |                         |          |          |
| Сперанца (Ніспорени)     | 2:2 (ч) | Кодру (Лозова) (2)      | 0:1      | 2:1      |
| Сфинтул Георге           | 10:5    | Спарта (Кишинів) (2)    | 7:2      | 3:3      |
| Кагул-2005 (2)           | 1:5     | Динамо-Авто (Тирасполь) | 1:0      | 0:5      |
| Зімбру                   | 4:1     | Спартаній (Селемет) (3) | 0:0      | 4:1      |

## 1/4 фіналу
| Команда 1                 | Заг. | Команда 2            | 1-й матч | 2-й матч |
| ------------------------- | ---- | -------------------- | -------- | -------- |
| 26 вересня/31 жовтня 2018 |      |                      |          |          |
| Шериф                     | 6:0  | Сперанца (Ніспорени) | 3:0      | 3:0      |
| Петрокуб                  | 1:2  | Мілсамі              | 0:2      | 1:0      |
| Динамо-Авто (Тирасполь)   | 2:4  | Сфинтул Георге       | 0:3      | 2:1      |
| Заря (Бєльці)             | 4:9  | Зімбру               | 3:2      | 1:7      |

## 1/2 фіналу
| Команда 1               | Заг. | Команда 2      | 1-й матч | 2-й матч |
| ----------------------- | ---- | -------------- | -------- | -------- |
| 16 квітня/7 травня 2019 |      |                |          |          |
| Шериф                   | 2:0  | Мілсамі        | 2:0      | 0:0      |
| 17 квітня/8 травня 2019 |      |                |          |          |
| Зімбру                  | 1:4  | Сфинтул Георге | 0:1      | 1:3      |

## Фінал
| 22 травня 2019 20:30 (EEST) |

| Шериф               | 1:0 дч   | Сфинтул Георге |
| ------------------- | -------- | -------------- |
| Леандро Рібейро 92' | Протокол |                |

| Зімбру, Кишинів Глядачів: 5 250 Арбітр: Іштван Ковач |